# Sonmi
Sonmi (ソンミ?)11 de enero de 1989) es una modelo japonesa, representada por el Platinum Production.

## Biografía
Es una surcoreana residente en Japón. Junto a su padre en Macao, estuvo involucrada con juegos de azar en el Cam Peck Casino, Kinpecki Amusement Park.
En 2012 fue seleccionada junto a Erika Kiyota, Rie Tanabe, y Maki Shima, como imagen de Osaka Auto Messe.

## Filmografía

### Series
| Título                | Red      | Notas |
| --------------------- | -------- | ----- |
| School Kakumei!       | NTV      |       |
| Dancing Sanma Palace  | NTV      |       |
| 18                    | MBS, TBS |       |
| Sunday Japon          | TBS      |       |
| Sonokao ga mite Mitai | Fuji TV  |       |
| Waratte Iitomo!       | Fuji TV  |       |
| Kaiketsu Emi Chanel   | KTV      |       |

### Modelaje
| Título                        | Notas |
| ----------------------------- | ----- |
| Maquia                        |       |
| ChouChou Mook "Hone-kin make" |       |
| Monica Coppola Hair Show      |       |